# 기록물관리전문요원
기록물관리전문요원은 공공기관에서 기록물의 생산에서 기록물의 폐기까지의 라이프사이클을 관리하고 책임지는 사람으로 기록관리학 석사학위 이상을 취득한 자하거나, 행정안전부령으로 정하는 기록관리학 교육과정을 이수하고, 행정안전부장관이 시행하는 기록물관리 전문요원 시험에 합격하면 기록물관리전문요원 자격을 취득하게 된다.

기록연구사(archivist)는 기록관(아카이브)에서 기록물을(문서,시청각 등) 기록관리하는 연구직 전문가를 뜻한다. 기록연구사는 지속적으로 보존할 만한 가치가 있다고 판단된 기록을 특정한 관리원칙(원질서 존중의 원칙과 출처주의)에 따라 평가, 수집, 정리, 분류, 기술하여 해당 기록을 보존, 관리하고 이용자들이 자료를 활용할 수 있도록 검색 서비스를 제공한다. 즉 기록연구사는 기록관에 보관된 기록들을 관리, 감독하에 그에 대한 책임을 지닌다.
기록연구사는 엄격한 원칙과 고도로 표준화된 방법에 따라 기록을 관리하는 전문가(specialist)로 일정한 교육과정을 이수해야만 한다. 한국의 경우는 기록관리학 석사 학위 이상을 취득한 자, 기록관리학, 역사학 또는 문헌정보학 학사 학위 이상을 취득하고 행정안전부령으로 정하는 기록관리학 교육과정을 이수하고 행정안전부 장관이 시행하는 기록물관리 전문요원 시험에 합격한 사람으로 규정하고 있다.

## 관련논문
- 기록물관리 전문요원의 계속교육 개선 방안에 관한 연구

박선영, 이화여자대학교 정책과학대학원, 석사논문 [2010]
- 정부산하공공기관 자체관리기관의 기록관리에 관한 연구 : 기록물관리 전문요원의 업무수행을 중심으로

= A Study on the Records Management in the Independently Operated Government-Affiliated Organizations - With Focus on the Work Performances of Records Management Professionals -
전성훈, 명지대학교 기록정보과학전문대학원, 석사논문 [2017]
- 기록관리 전문인력의 자격요건에 관한 비교연구

유혜정, 이화여자대학교 정책과학대학원, 석사논문 [2012]